# 馬克·艾佩爾
馬克·史都華·艾佩爾（英語：Mark Stewart Appel，1991年7月15日—），為2013年美國職棒大聯盟選秀的選秀狀元，目前為自由球員，他先前曾效力於費城費城人。

## 高中及大學生涯
高中時期，艾佩爾是一名後援投手，並曾投出過一場無安打比賽。
2009年，底特律老虎以第15輪第450順位挑選艾佩爾，但是他並未簽約，而是去就讀史丹佛大學。大二時成為先發投手。2010年夏天，艾佩爾在新英格蘭大學棒球聯盟投出6勝1敗，防禦率1.87。2011年，他投出6勝7敗，防禦率3.02。
2012年，匹茲堡海盜以第一輪第8順位挑選艾佩爾。但是他還是沒有簽約，而是繼續在大學打球。
畢業前，他投出10勝4敗，防禦率2.12。在106又1⁄3局投球中三振130名打者。

## 職業生涯
2013年大聯盟選秀，太空人以第一順位選進艾佩爾。6月19日，他以簽約金635萬美元加盟太空人。在短期1A出賽2場就被拉上1A，還和前一年的選秀狀元卡洛斯·柯瑞亞當隊友。太空人在8月提前結束艾佩爾的投球工作。合計他先發10場，3勝1敗，3.79防禦率，送出33次三振。
2014年，艾佩爾受邀參加春訓，他卻在1月時進行闌尾切除手術而延後出賽時間。他在春訓最後一場比賽登板，面對墨西哥聯盟球隊投了3局無失分。球隊開季將他升至高階1A。然而，他在高階1A卻投出了2勝5敗，防禦率9.74的糟糕成績。而太空人依舊將艾佩爾升上2A。他在2A投出1勝2敗，防禦率3.69。太空人把他送到亞利桑那秋季聯盟。他在那邊投了31局，防禦率2.61，送出24次三振。
2015年，艾佩爾在2A投出5勝1敗，防禦率4.26的成績。六月他被升上3A，但是他在3A的防禦率卻高達4.48。
2015年12月12日，太空人將艾佩爾、Vince Velasquez、Brett Oberholtzer、Tom Eshelman和Harold Arauz交易至費城人換取Ken Giles和Jonathan Arauz。然而艾佩爾在3A依舊投得相當掙扎，5勝4敗，防禦率5.14。2017年11月20日，費城人將艾佩爾指定轉讓。
2018年2月1日，遲遲無法升上大聯盟的艾佩爾拋下震撼彈，宣布暫時離開棒球界。
2021年3月27日，艾佩爾在離開職棒界三年後，宣布要重新挑戰大聯盟。該年球季他從費城人2A出發，並在5月8日完成球季初登板。6月24日，因為Connor Brogdon確診COVID-19，因此球隊將艾佩爾拉上大聯盟。6月29日，30歲的艾佩爾終於完成大聯盟初登板，他主投1局送出1次三振無失分。他在11月10日成為自由球員。

## 外部連結
- 馬克·艾佩爾在美國職棒（英语）
- 馬克·艾佩爾在Baseball-Reference.com（大聯盟）（英语）
- 馬克·艾佩爾在Baseball-Reference.com（小聯盟以及海外聯盟）（英语）
- 馬克·艾佩爾在ESPN（MLB）（英语）
- 馬克·艾佩爾在FanGraphs.com（英语）
- 馬克·艾佩爾在The Baseball Cube（英语）

| 前任： 卡洛斯·柯瑞亞 | 大聯盟選秀狀元 2013年 | 繼任： Brady Aiken |